# Jim Herriot
Jim Herriot (Chapelhall, Escocia; 20 de diciembre de 1939 – 23 de abril de 2025) fue un futbolista escocés que jugó en la posición de guardameta.

## Carrera

### Club
| Periodo   | Club                               |
| --------- | ---------------------------------- |
| 1957–1958 | Douglasdale FC                     |
| 1958–1965 | Dunfermline Athletic FC            |
| 1965–1971 | Birmingham City FC                 |
| 1970      | → Mansfield Town FC (cedido)       |
| 1971      | → Aston Villa FC (cedido)          |
| 1971      | Durban City FC                     |
| 1971–1973 | Hibernian FC                       |
| 1973–1975 | St Mirren FC                       |
| 1975–1976 | Partick Thistle FC                 |
| 1975      | → Greenock Morton FC (cedido)      |
| 1976      | → Dunfermline Athletic FC (cedido) |
| 1976–1977 | Greenock Morton FC                 |

### Selección nacional
Debutó con Escocia en octubre de 1968, en una derrota por 0-1 ante Dinamarca en un partido amistoso en Copenhague y su último partido internacional lo jugó un año después en la derrota por 2-3 ante Alemania Federal en Hamburgo por la clasificación de UEFA para la Copa Mundial de Fútbol de 1970. Jugó ocho partidos internacionales.

## Logros

### Club
- Copa de la Liga de Escocia (1): 1971/72

### Individual
- Miembro del Salón de la Fama del Dunfermline Athletic FC en 2007.